# GlaxoSmithKline
GlaxoSmithKline, afgekort GSK, is een Engelse onderneming die zich bezighoudt met het vervaardigen van farmaceutische, biologische en gezondheidsproducten. GSK behoort tot de vijf grootste farmaceutische industriële ondernemingen van de wereld en is in meer dan 100 landen actief. Het hoofdkantoor is in Londen gevestigd. De omzet bedroeg in 2020 ruim £ 34 miljard en de nettowinst ruim £ 6 miljard. Het bedrijf telt ruim 90.000 werknemers.

## Activiteiten
GSK heeft de activiteiten verdeeld over drie onderdelen, geneesmiddelen, vaccins en gezondheidsproducten voor consumenten. De geneesmiddelen zijn vooral bestemd voor longzorg en urologie. Het produceert zo’n 30 vaccins, onder andere tegen hersenvliesontsteking en griep, en voor de consumenten worden de producten verkocht onder bekende merknamen als: Sensodyne, Aquafresh, Voltaren en Otrivin.
In 2017 behaalde het bedrijf voor de eerste keer in haar bestaan een omzet van meer dan £ 30 miljard. Hiervan was drie vijfde afkomstig uit de verkoop van geneesmiddelen, een kwart door de verkoop van consumentenproducten en de rest kwam binnen via de vaccins. De omzet is min of meer gelijk verdeeld over de drie regio’s: Europa, Noord-Amerika en de rest van de wereld. De omzet in de thuismarkt Verenigd Koninkrijk is zo’n 3% van het totaal.
GSK besteedt jaarlijks ongeveer 15% van de omzet aan onderzoek en wereldwijd werken er 12.000 mensen in de R&D-organisatie. In 2018 en 2019 was de belastingdruk op de winst zo'n 15%, maar dit daalde naar 8% in 2020. Het standaardtarief voor de vennootschapsbelasting is 19% in het Verenigd Koninkrijk, maar GSK benut veel fiscale prikkels op het gebied research en intellectuele eigendommen.
De aandelen van het bedrijf zijn beursgenoteerd. De belangrijkste notering is aan de London Stock Exchange en verder is het aandeel genoteerd aan de New York Stock Exchange. Het maakt onderdeel uit van diverse aandelenindices, maar de belangrijkste is de FTSE 100-aandelenindex. Per ultimo 2020 stond GSK binnen de FTSE 100 op de zesde plaats, gerekend naar marktkapitalisatie.

## Belangrijke gebeurtenissen
GSK ontstond in 2000 door een fusie van Glaxo Wellcome en SmithKline Beecham. De geschiedenis van Glaxo Wellcome gaat terug tot 1873 en de Beecham Group is nog ouder, deze werd opgericht in 1848. 
Op 3 januari 2008 werd bekendgemaakt dat het bedrijf een vaccin tegen het vogelgriepvirus H5N1 had ontwikkeld.
In 2011 kreeg de firma een boete van US$ 750 miljoen wegens het in de handel brengen van vervuilde medicijnen. De klokkenluider toucheerde US$ 96 miljoen.
In 2012 betaalde de firma US$ 3 miljard om diverse Amerikaanse fraudeonderzoeken af te sluiten. De schikking betrof drie geneesmiddelen die illegaal door de firma werden aangeprezen voor niet-geregistreerd gebruik. Ook veiligheidsgegevens werden achtergehouden. De schikking is de grootste ooit.
In 2012 werd de afdeling geneesmiddelen zonder recept samen met de productie-eenheid in Herrenberg voor € 470 miljoen overgenomen door Omega Pharma.
In juli 2013 kwam GSK negatief in het nieuws in een Chinees omkopingsschandaal. De plaatselijke directeur moest toegeven dat het omkopen van artsen een staande praktijk was. In september 2014 volgde een boete van € 380 miljoen en 3 jaar gevangenis voor de verantwoordelijke directeur.
In 2014 kwamen Novartis en GSK een omvangrijke transactie overeen. De twee gaan de consumentenproducten samenvoegen in een joint venture. Deze krijgt een jaaromzet van zo’n US$ 10 miljard en GSK krijgt twee derde van de aandelen en een optie om het belang Novartis in de joint venture op een later tijdstip te kopen. Verder verkoopt GSK haar oncologieactiviteiten aan Novartis voor US$ 16 miljard, maar neemt het van Novartis de vaccinactiviteiten over. Deze laatste activiteit vertegenwoordigt een waarde van minstens US$ 5,25 miljard.
In maart 2018 werd bekend dat GSK het minderheidsbelang van Novartis in de joint venture voor consumentenproducten gaat overnemen. GSK betaalt US$ 13 miljard aan Novartis en wordt daarmee enige eigenaar. De joint venture op het gebied van consumentenzorg begon in 2015. Bekende producten die de joint venture verkoopt zijn, onder andere, Sensodyne en Voltaren. De deal werd op 1 juni 2018 afgerond.
Begin december 2018 werd bekend dat Unilever de voedingsdivisie Health Food Drinks over gaat nemen voor € 3,3 miljard De divisie met een jaaromzet van € 0,5 miljard is vooral actief in India, maar ook in 21 andere landen hoofdzakelijk in Azië. De opbrengst is nodig om de acquisitie van het minderheidsbelang van Novartis te betalen. In april 2020 werd de verkoop afgerond.
In december 2018 kondigden Pfizer en GSK de activiteiten met betrekking tot de consumentengezondheidszorg te gaan bundelen. Pfizer zal de activiteiten onderbrengen bij GSK waarmee de nieuwe combinatie in 2017 een omzet zou hebben behaald van ongeveer US$ 12,7 miljard, waarvan US$ 9,2 miljard afkomstig van GSK. Van de nieuw te vormen joint venture krijgt GSK 68% van de aandelen en mag GSK zes van de negen leden van het bestuur van de joint venture benoemen. Door de bundeling verwachten de twee bedrijven maximaal US$ 650 miljoen aan kostenvoordelen binnen te halen. De aandeelhouders en toezichthouders moeten nog hun goedkeuring verlenen en volgens verwachting zal de fusie in de tweede helft van 2019 afgerond worden. In juli 2019 ging de Europese Commissie akkoord, maar Pfizer moet het merk ThermaCare, bekend van onder meer warmtekompressen, afstoten aan een door Brussel goed te keuren partij.
Medio januari 2022 werd bekend dat GSK een bod van Unilever op zijn consumententak heeft verworpen. GSK vond het bod van € 60 miljard (£ 50 miljard) voor de divisie met producten als Aquafresh-tandpasta en Panadol-pijnstillers te laag. GSK is nog steeds van plan deze tak af te splitsen door middel van een beursintroductie op de beurzen van Londen en New York. GSK Consumer Healthcare is een joint venture met Pfizer en GSK heeft een meerderheidsbelang van 68%. Het bedrijfsonderdeel behaalde in 2021 een omzet van £ 9,6 miljard. In maart 2022 werd bekend dat deze activiteit verder gaat onder de naam Haleon.
In januari 2024 maakte GSK de overname bekend van Aiolos Bio. GSK betaalt direct US$ 1 miljard en als het nieuwe medicijn aan de verwachtingen voldoet, nog eens US$ 400 miljoen. Aiolos ontwikkelt behandelingen tegen luchtwegaandoeningen en ademhalingsproblemen, waaronder astma. Aiolos Bio bestaat pas sinds 2023.